# 로큰롤라디오
로큰롤라디오는 대한민국의 음악 그룹이다. 2013년 1집 앨범 [Shut up and dance]로 데뷔했다.

## 방송
- MUST 밴드의 시대 (2013) - Top21

## 경력
- 제11회 한국대중음악상 올해의 신인상 (2014)
- EBS 스페이스 공감 5월의 헬로루키, 올해의 헬로루키 대상 (2013)
- CJ문화재단 AZIT ‘TUNE UP‘ 뮤지션 선정 / 11기 (2012)
- 쌈지싸운드페스티벌 숨은고수 선정 (2012)
- 대한민국라이브뮤직콘테스트 대상 문화체육관광부 장관상 (2012)

## 기타
- YB <말 없는 축제> (2019, 2020) - 참여
- 캡틴락 <종로콜링> (2019) - 피처링